# Campodorus ucrainicus
Campodorus ucrainicus là một loài tò vò trong họ Ichneumonidae.